# اعمار
اعمار شرکت توسعه املاک و مستغلات اماراتی است، که دفتر مرکزی آن در شهر دبی، امارات متحده عربی واقع شده‌ است. شرکت اعمار در سال ۱۹۹۷  توسط محمد العبار تأسیس شد. این شرکت در سطح بین‌المللی، خدمات توسعه و مدیریت املاک را ارائه می‌دهد. اعمار با شش بخش تجاری و ۶۰ شرکت، و با حضور در ۳۶ بازار در سراسر خاورمیانه، شمال آفریقا، پان آسیا، اروپا و آمریکای شمالی فعالیت دارد. شرکت املاک اعمار یکی از بزرگترین توسعه‌دهندگان املاک و مستغلات در امارات متحده عربی است و در پروژه‌های مختلف، در مقیاس بزرگ، مانند توسعه برج خلیفه سابقه فعالیت داشته‌ است.

## تاریخچه
املاک اعمار در سال ۱۹۹۷ توسط محمد العبار تأسیس شده و به عنوان یکی از توسعه‌دهندگان پیشرو املاک در امارات متحده عربی با انواع کاربری تجاری ، مسکونی، اداری، رفاهی و گردشگری فعال است. دولت دبی در ابتدا مالک ۱۰۰ درصد از این شرکت بود، در ادامه اما در بازار مالی دبی قرار گرفت و به اولین شرکت املاک تبدیل شد که سهام را به اتباع خارجی ارائه داد. مرحله اول پروژه‌های توسعه ای این شرکت در سال ۲۰۰۱ زمانی آغاز شد که اعمار در یک سرمایه‌گذاری مشترک برای ساخت سه برج از شش برج آپارتمانی، سهام اعطا کرد. در سال ۲۰۰۳ این شرکت برنامه‌های خود را برای یک پروژه توسعه دیگر اعلام کرد که بعدها با نام مرکز شهر دبی شناخته شد. این پروژه شامل دو توسعه نسبت‌های تاریخی بود: 
- برج خلیفه به عنوان بلندترین ساختمان جهان
- بازار دبی به عنوان بزرگترین مرکز خرید جهان